# 유연 (재향후)
유연(劉延, ? ~ ?)은 전한 말기의 제후로, 노경왕의 손자이자 노왕 유민의 아들이다.

## 행적
노경왕의 손자로서 재향후(宰鄕侯)에 봉해졌다. 이후 8년 만에 작위가 박탈되었다고 하나, 언제 봉해졌는지 기록이 없으므로 재위 기간을 알 수 없다.

## 출전
- 반고, 《한서》 권15하 왕자후표 下

| 선대 (첫 봉건) | 전한의 재향후 ? - ? | 후대 (봉국 폐지) |